# Jyri Lehtonen
Jyri Tuomas Lehtonen (Turku, 22 dicembre 1973) è un ex cestista e allenatore di pallacanestro finlandese.

## Palmarès

### Allenatore

#### Squadra
- Campionato finlandese: 1

Kouvot Kouvola: 2015-2016

#### Individuale
- Korisliiga allenatore dell'anno: 2

Kouvot Kouvola: 2015-2016, 2018-2019